# 채널칭
채널칭(CHING)은 KT ENA에서 운영하는 중화권 드라마 전문 채널이다.

## 같이 보기
- 중화TV
- TVB 코리아
- ONT
- 트렌디